# Los Chamos

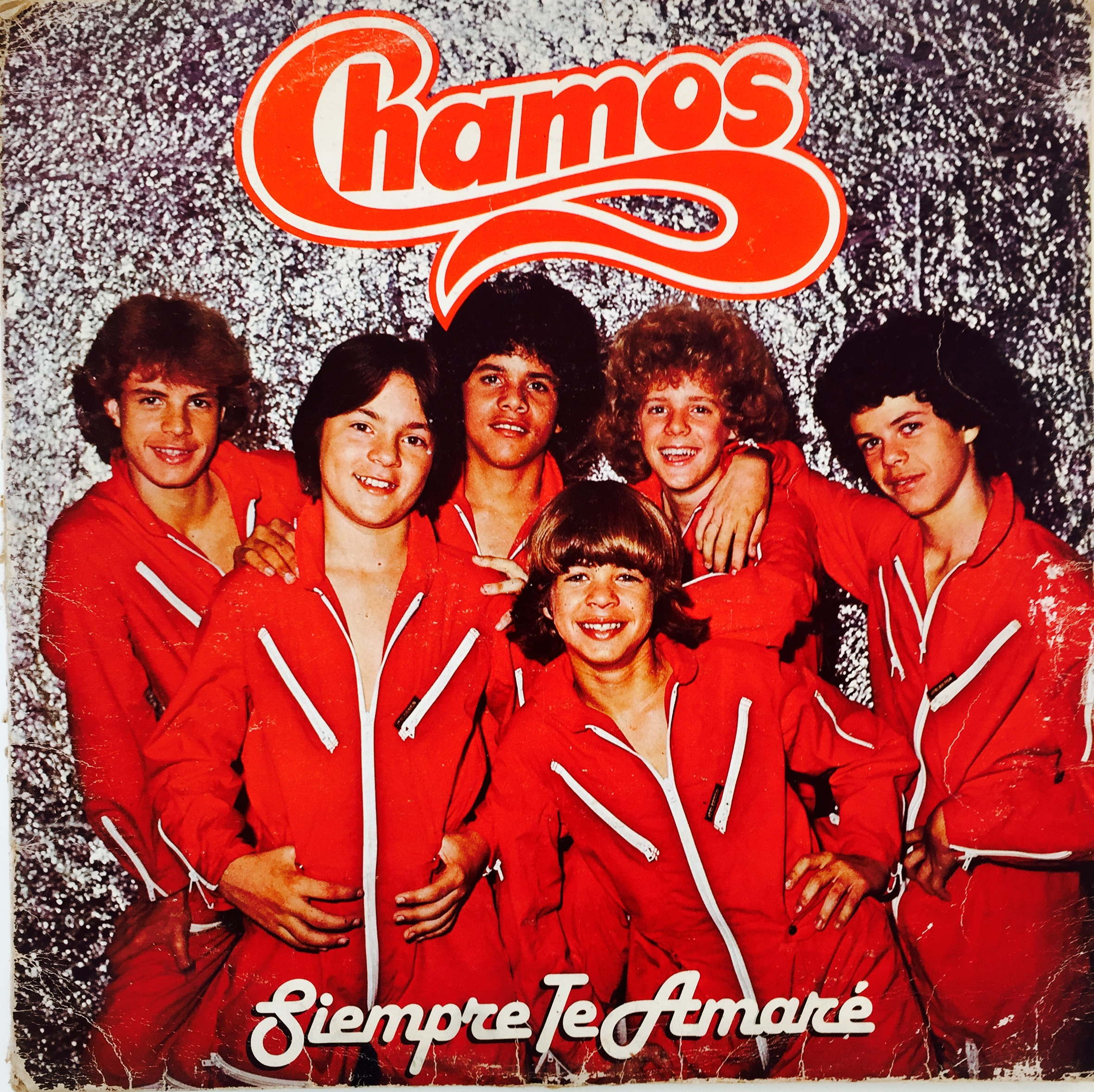
Siempre Te Amaré est une chanson de Los Chamos

Los Chamos est un boys band du Venezuela célèbre dans les années 1980. Il a obtenu un grand succès dans toute l'Amérique latine (2 millions d'albums vendus au Mexique).
Ses membres ont été Gabriel, Walter, Winston, Wuill et Argenis.